# Marcus Vinicius Toledo
Marcus Vinicius Urban Toledo Medina (nacido el 10 de julio de 1986 en São Paulo) es un jugador brasileño de baloncesto con nacionalidad española que actualmente juega en el Club Bàsquet Valls de la Liga EBA.

## Trayectoria
Toledo es producto de la cantera del Monte Líbano. Llegó a jugar en el Campeonato Paulista Estadual de Basquete de 2003 con el Hebraica São Paulo, migrando luego a España para incorporarse al Lleida Bàsquet. 
En el verano de 2004 el club lo cedió al CB L'Hospitalet de la LEB 2, donde estuvo un año y colaboró con el ascenso a la categoría superior. En la temporada siguiente jugó 11 partidos con el Plus Pujol Lleida en la LEB, antes de retornar a la LEB 2 como parte del Valls Fèlix Hotel. En 2006 fue nuevamente cedido por su club, siendo su destino esta vez el Tarragona 2016 de la Adecco LEB. Con ese equipo Toledo jugó 30 partidos, promediando 9.6 puntos, 8 rebotes y 1.2 asistencias por encuentro, lo que demostró que su adaptación al baloncesto español había terminado y ya estaba en condiciones de competir en un nivel más alto. 
En consecuencia el Plus Pujol Lleida lo retuvo por las siguientes dos temporadas, asignándole un rol definido dentro del equipo y dándole muchos minutos de juego por partido.
Toledo tuvo la oportunidad de actuar en la ACB en la temporada 2009-10 al ser contratado por el Suzuki Manresa. Sin embargo el entrenador lo relegó al banco de suplentes, promediando al finalizar la temporada unos 5.9 minutos por partido. 
A raíz de ello tomó la decisión de retornar a la LEB Oro como jugador del Autocid Ford Burgos. En ese club cumpliría un ciclo de tres años, intentando en cada temporada liderar a sus compañeros hacia el ascenso, objetivo que pudo lograr en 2013 (pero que el club no podría disfrutar a causa de sus dificultades económicas). 
A mediados de 2013 regresó a su país, convirtiéndose en un jugador estrella del Novo Basquete Brasil. Jugó en Mogi das Cruzes, Pinheiros y Cearense antes de retornar al Pinheiros, donde jugaría entre 2017 y 2020. En 206 partidos promedió 21.8 puntos, 6.2 rebotes y 1.3 asistencias. Asimismo, durante ese periodo, Toledo participó de la edición 2018 de la Primera División de Baloncesto de Paraguay con el club Deportivo San José.
En agosto de 2020 se produjo el retorno de Toledo al Lleida, lo que también significó su regreso a la LEB Oro. Aunque las expectativas eran altas, el jugador promedió 3.5	puntos y 2.2 rebotes en	24 partidos.
En la temporada siguiente sorprendió a los aficionados del baloncesto en España al anunciar que volvería al CB Valls después de 15 años, estando el equipo enrolado en la Liga EBA.

## Selección nacional
Toledo fue miembro de la selección de baloncesto de Brasil, siendo parte del plantel que obtuvo la medalla de oro en los Juegos Panamericanos de Río de Janeiro 2007 y Toronto 2015. También actuó en el Campeonato FIBA Américas de 2015. 

## Palmarés
- 2004: subcampeón de la liga de São Paulo.
- 2004/05: Ascenso con l'Hospitalet a la liga LEB.
- 2004: Campeón liga de verano, con el Plus Pujol Lleida.
- 2006: Campeón selección sud-americana sénior.
- 2007: Campeón selección Campeonato Panamericano.
- 2007/08: Campeón de la Liga Catalana LEB.
- 2008/09: Campeón de la Liga Catalana LEB.
- 2012/13: Campeón Copa Príncipe
- 2012/13: Campeón de la Liga Adeco Oro (Ascenso a ACB)